# Abdul Rahman al-Lahim
 (octobre 2017).
Abdul Rahman Al-Lahim (alternativement Al Lahem), né le 1er janvier 1971, est un avocat saoudien actif dans la défense des droits civils et des droits de l'homme des citoyens saoudiens.

## Biographie
Al-Lahim est né dans la région très conservatrice du Qassim. Jusqu'à la fin des années 1990, Al-Lahim, qui est titulaire d'un diplôme en charia, était enseignant d'arabe ainsi qu'un islamiste actif au sein de Al-Sahwa-al-Islamiyya. Il est marié et père de deux enfants,,.
Il s'est engagé pour les droits civils après avoir fréquenté l'école de Charia de Riyad. Selon les analystes de son travail, Al-Lahim est efficace car « Il ne produit pas seulement des arguments juridiques efficace,  il comprend également les forces conservatrices qui tiennent le manche du  marteau ».[réf. nécessaire]
Le 6 novembre 2004, Al-Lahim est arrêté par les autorités Saoudiennes pour la défense de trois militants réformistes, accusés de « faire des déclarations et de recueillir autant de signatures que possible pour des pétitions », d'appeler à des réformes dans le Royaume ainsi qu'à l'adoption d'une monarchie constitutionnelle en utilisant une « terminologie occidentale ». Les trois militants et Al Lahem furent libérés au début d'août 2005 à l'intervention du Roi Abdullah.
En 2005, il a défendu un professeur de lycée, Mohammad Al-Harbi, condamné à 750 coups de fouet en public pour s'être moqué de la religion en s'exprimant contre le terrorisme,. Al-Harbi reçut plus tard une grâce royale, et toutes les charges furent abandonnées,.
En 2007, Al-Lahim défendit la victime d'un viol connu comme l' « affaire du viol de Qatif », condamnée à 200 coups de fouet en public, et dut faire face à une radiation. Il fut suspendu de l'affaire et sa licence d'avocat fut révoquée. Il fut inculpé pour avoir critiqué le système judiciaire et pour avoir conduit une campagne activiste dans les médias. Sa licence lui fut rendue plus tard. Les persécutions qui visèrent Al-Lahem furent vivement critiquées par Amnesty International.
Une interdiction de voyager est prononcée à l'encontre d'Al-Lahim depuis 2004. Elle est dénoncée par les organisations pour la défense des droits de l'homme.
Il a commencé à écrire une colonne pour le Okaz Journal en avril 2016[réf. nécessaire].